# Torasjön
Torasjön är en sjö i Falkenbergs kommun i Halland och ingår i Ätrans huvudavrinningsområde.